# سیارک ۲۵۳۲۱
سیارک ۲۵۳۲۱ (به انگلیسی: 25321 Rohitsingh، نامگذاری:1999FR27) بیست و پنج هزار و سیصد و بیست و یکمین سیارک کشف شده‌است که در ۱۹ مارس ۱۹۹۹ کشف شد.
قدر مطلق سیارک برابر ۱۴.۱ است.